# Lukas Blohme
Lukas Blohme, né le 7 novembre 1994 à Flensbourg, est un handballeur allemand. Il évolue au poste de alier droit au SG Flensburg-Handewitt.

## Club Successif
- DHK Flensborg
- SG Flensburg-Handewitt

## Palmarès
- Ligue des champions (1) : 2014